# Сергей Нечаев
Сергей Генадиевич Нечаев (* 20 септември 1847 / 2 октомври 1847 в Иваново; † 21 ноември 1847 / 3 декември 1882 в Санкт Петербург) е руски революционер, близък до нихилистичното движение.

## Биография
Сергей Нечаев е роден през 1847 г. в град Иваново и израства в бедност в семейството на сервитьор и шивачка. Той посещава като слушател лекции в Санктпетербургския университет, без да е записан като студент. Така се запознава с идеите на Михаил Бакунин и декабристите. През 1868 – 1869 г. Нечаев ръководи радикална студентска група по време на студентските вълнения. През януари 1869 г. той разпространява слуха, че е арестуван в Санкт Петербург, и бяга в Женева. Там той търси контакт с руски изгнаници и се представя за лидер на революционна организация, избягала от Петропавловската крепост. В Швейцария Нечаев се сприятелява с Михаил Бакунин и Николай Огарьов и там пише своята програма, „Революционен катехизис“. Той убеждава Александър Херцен да финансира пропагандно пътуване, по време на което „Катехизисът на революцията“ е внесен контрабандно в Русия и разпространен там.
През август 1869 г. се завръща в Русия и основава тайната организация „Народная расправа“ („Народно възмездие“, „Народен съд“, „Народно отмъщение“). Организацията се отнася положително към Казашкото дружество на Василий Ус в Астрахан и критикува агитацията на Николай Чернишевски в Русия. Когато Иван Иванович Иванов, член на групата, я напуска поради разногласия, той е пребит и застрелян от Нечаев и неговата група. Три години по-късно Фьодор Достоевски описва това събитие в романа си „Бесове“.
През 1870 г. Нечаев отново напуска Русия и известно време пише за вестник „Колокол“, който е продължен за кратко от Огарьов след смъртта на Александър Херцен през 1870 г. Но когато започва да краде лични писания и писма от Бакунин и други изгнаници, за да ги изнудва, и изпраща смъртна заплаха до издателя на Бакунин от негово име, Бакунин и много други се дистанцират от Нечаев. Междувременно Русия иска екстрадицията му, а швейцарската полиция започва издирване. Приятели се опитват да се намесят и представят Нечаев пред федералното правителство като политически преследван човек, който не трябва да бъде екстрадиран. През 1872 г. е предаден на полицията в Цюрих от полския изгнаник Стемковски и впоследствие арестуван. Заради убийството на Иванов Нечаев е екстрадиран в Русия като обикновен престъпник и е осъден. През 1882 г. Сергей Нечаев умира от водянка в Петропавловската крепост в Санкт Петербург.

## Сергей Нечаев в обкръжението на български революционери
В края на юли или началото на август 1869 г, в Букурещ, Христо Ботев се запознава с руския анархист Сергей Нечаев. През август Ботев се установява като учител в град Измаил, близо до румънско-руската граница. С негова помощ Нечаев минава границата и се насочва към Одеса, където Ботев вече е предупредил Любен Каравелов за пристигането на Нечаев. Каравелов поема Нечаев в Одеса и му помага за да стигне до Москва. В следващите месеци в Москва се случват известните събития около убийството на студента Иванов, арестите и големия процес срещу „Народна разправа“. Нечаев не е заловен и отново минава в Румъния през Измаил с помощта на Ботев.